# Katamaga
Katamaga is een dorp in het district North-West in Botswana. De plaats telt 42 inwoners (2011).